# مفاعل أستراليا عالي الفيض
كان المفاعل الأسترالي عالي الفيض High Flux Australian Reactor (HIFAR) هو أول مفاعل نووي في أستراليا. وقامت ببنائه هيئة الطاقة الذرية الأسترالية في مركز أبحاثها الواقعة في منطقة لوكاس هايتس بالقرب من سيدني (وتولته بعد ذلك المؤسسة الأسترالية للعلوم والتقنية النووية.
عمل المفاعل في الأبحاث النووية بين عامي 1959 و 2007، ثم خلفه مفاعل أقوى منه، وهو أو مفاعل الحوض المفتوح الأسترالي بالماء الخفيف OPAL ، وهو يقع أيضا في لوكاس هايتس. يعرف المفاعلين أيضا «بمفاعل لوكاس هايتس».

## بنائه وتشغيله
تصميم مفاعل أستراليا عالي الفيض HIFAR من تصميم مفاعل ديدو الموجود في هارويل بـ المملكة المتحدة وكان يعمل بالماء الثقيل (D2O) كمبرد ومهديء. وكان وقوده النووي من اليورانيوم المخصب.
ومثل مفاعل ديدو  بني مفاعل أستراليا عالي الفيض لأغراض البحث العلمي واختبار المواد باستخدام فيض النيوترونات العالي الناتج منه. كانت تلك البحوث بقصد معرفة مدى تأثر المواد المستخدمة في بنيات المفاعلات النووية لإنتاج الكهرباء بالإشعاع خلال فترة عمرها عن طريق تعريض عينات من تلك المواد لفيض نيوترونات المفاعل عالي الفيض لتقصير الوقت. فالمفاعل الأسترالي عالي الفيض إنما هو ينتج فيضا من النيوترونات عالي وكثيف.
أستخدم المفاعل HIFAR في البحوث العلمية، وبصفة خاصة تجارب حيود النيوترونات ودراسة التحول النووي لمادة السيليكون النقي لفحص صلاحية السيليكون المشوب الناتج للاستخدام كـ ترانزيستور، وكذلك إنتاج النظائر المشعة التي تستخدم في الطب والصناعة.
أوصل المفاعل «هيفار» إلى الحالة الحرجة في تمام الساعة 11:15 طبقا للتوقيت المحلي في يوم 26 يناير 1958 , ثم رفعت قدرته إلى القدرة القصوى المقدرة بـ 10 ميجا واط (حراري) في عام 1960. وكان وقوده في البداية من اليورانيوم عالي التخصيب، ولكن مع استمرار التشغيل فكان الوقود يستبدل بين الحين والآخر بيورانيوم أقل تخصيبا عدة مرات؛ إذ أن التوجه السياسي العالمي في ذلك الوقت وحتى الآن يطالب بتقليل التخصيب وتقليل خطر الاحتيال على المواد النووية الخطرة لصناعة أسلحة نووية. وتم استبدال وقود مفاعل أستراليا عالي الفيض إلى وقود منخفض التخصيب LEU في عام 2006. من ضمن 6 مفاعلات من نوع مفاعل ديدو بما فيها مفاعل ديدو نفسه فكان مفاعل HIFAR هو آخرهم على هذا السبيل. ثم بدأ التخلص من مفاعل «هيفار» في 30 يناير 2007. ومن المنتظر أن يتم التخلص من هذا المفاعل تماما مع حلول عام 2025.
في أغسطس 2006 بدأ بناء مفاعل جديد بالقرب منه في «لوكاس هايتس». المفاعل الجديد هو مفاعل الأبحاث الأسترالي OPAL الذي هو عبارة عن مفاعل الحوض المفتوح الأسترالي بالماء الخفيف وتبلغ قدرته 20 ميجاواط وأوصل إلى الحالة الحرجة. ويخدم المفاعل الجديد «أوبال» نفس الأبحاث المعقدة، وتصنيع النظائر المشعة ومختبرات التعامل من وراء حواجز remote handling . جرى تشغيل المفاعلين بالتوازي لمدة ستة أشهر، كان يجري على المفاعل أوبال اختبارات السلامة والتشغيل. ثم أغلق مفاعل هيفار تماما واتخذ مفاعل أوبال دوره في البحث العلمي وما كان يقوم به المفاعل هيفار من واجبات، وأصبح مفاعل OPAL هو المفاعل النووي الأسترالي الوحيد الذي يعمل.

## اقرأ أيضا
- مفاعل الأبحاث الأسترالي
- مفاعل نووي للأبحاث
- مفاعل نووي
- مفاعل الماء الخفيف
- مفاعل الماء المغلي
- مفاعل الماء المضغوط
- طب نووي
- مفاعل بلوتو
- مفاعل ديدو

## كتب في الموضوع
- Green, Jim (1997). Reactors, Radioisotopes & the HIFAR Controversy (PhD thesis). Australia: Department of Science & Technology Studies, جامعة ولونغونغ.
- "Report on the Transportation and Storage of Nuclear Waste" (PDF). برلمان نيوساوث ويلز. 2004. ISBN:0-7347-6888-5. مؤرشف من الأصل (Report No. 53/01) في 2006-09-19. اطلع عليه بتاريخ 2017-05-15.

## وصلات خارجية
- Official ANSTO site
- ANSTO reiterates nuclear waste dump safety